# Ludovisi (rione di Roma)
Ludovisi è il sedicesimo rione di Roma, indicato con R. XVI.

## Geografia fisica

### Territorio
I confini:
Mura aureliane fino a Porta Pinciana con il quartiere Pinciano; via di Porta Pinciana-via Francesco Crispi con Campo Marzio; via degli Artisti-via di S.Isidoro-via Veneto col rione Colonna; via di San Basilio con Trevi; via Friuli-via Lucullo-via Boncompagni-via Calabria fino a piazza Fiume (esclusa) con Sallustiano.

## Storia
Il rione è tra quelli di origine post-unitaria (come San Saba, Testaccio e Prati), nato dalla convenzione del 1886 tra i Boncompagni eredi Ludovisi e il Comune di Roma. Con questo atto i principi di Piombino destinavano alla lottizzazione Villa Ludovisi, circa 25 ettari di parco tra le mura e il nucleo storico dei rioni Trevi e Colonna, che tra il XVII e il XIX secolo si era estesa verso est fino a Porta Salaria (l'attuale piazza Fiume).

### La vicenda urbanistica
Questa lottizzazione, le sue vicende, i suoi protagonisti, possono considerarsi un episodio esemplare dello sviluppo impresso dai Savoia alla nuova capitale; sviluppo fondato su un'edilizia speculativa che attrasse affaristi da mezza Europa e, nello spazio di neppure venticinque anni, condusse la città dalla breccia di Porta Pia alla crisi economica dei secondi anni 1880, allo scandalo della Banca Romana.
Braccio tecnico-finanziario dell'operazione (inutilmente lamentata come uno scempio imperdonabile dagli intellettuali europei dell'epoca) fu la Società Generale Immobiliare, costituita a Torino nel 1862, ma che seguì i movimenti delle capitali del regno sabaudo spostando la propria sede sociale prima a Firenze (nel 1862) e poi finalmente a Roma nel 1880; qui divenne la grande protagonista, per un secolo, della speculazione edilizia romana.

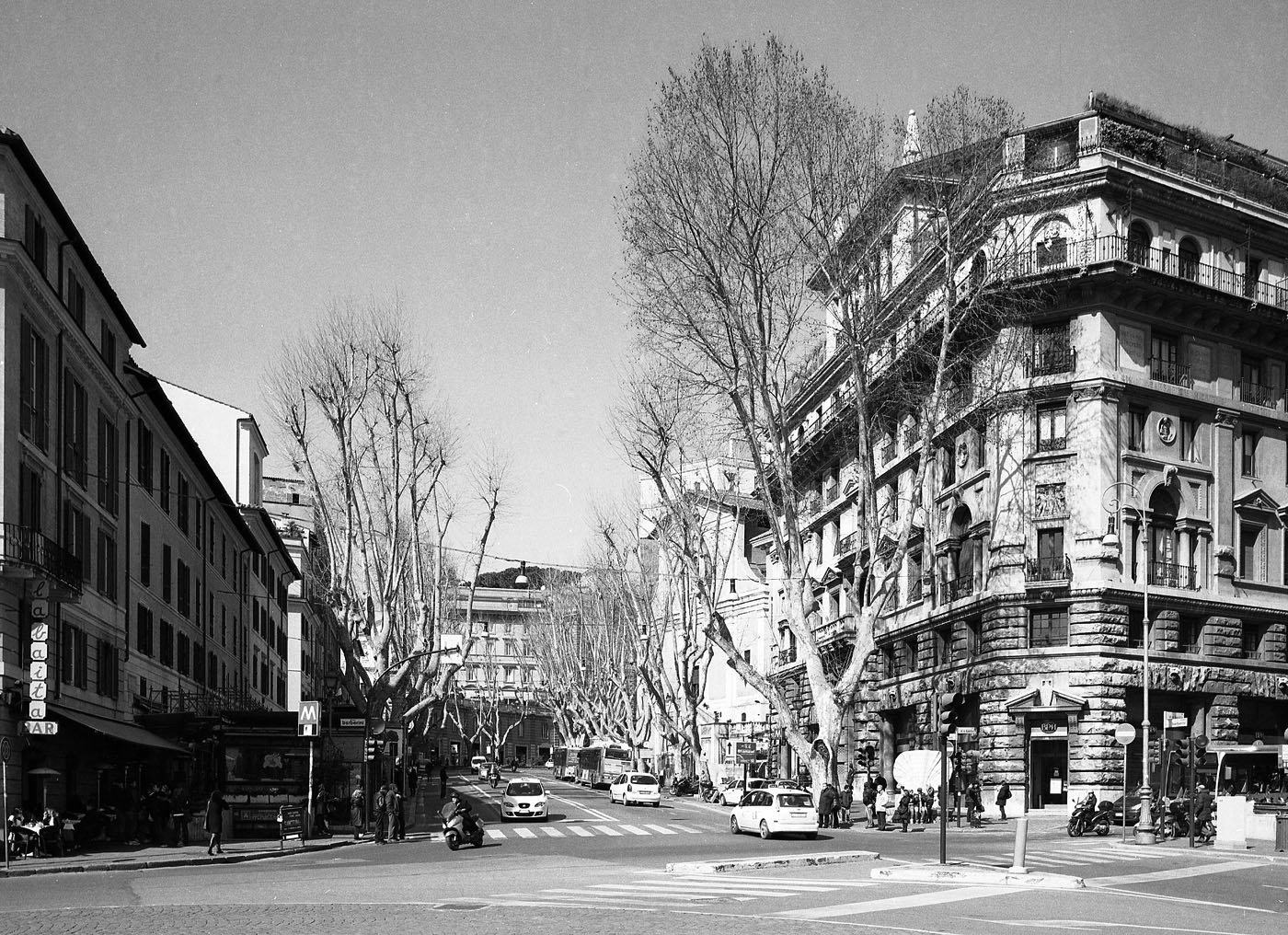
Via Vittorio Veneto (2011)

Per quanto riguarda lo sviluppo del rione Ludovisi, si può dire che il progetto di lottizzazione nacque insieme a Roma capitale: non a caso il principe Ignazio Boncompagni di Piombino era stato uno dei 18 componenti della Giunta provvisoria di governo della città (6 nobili, 4 borghesi e 8 possidenti e mercanti di campagna) che, tra i suoi primi atti, aveva incaricato una Commissione di architetti e ingegneri di selezionare i progetti "per la costruzione di nuovi quartieri in quella parte [della città] che maggiormente si presta alla nuova edificazione". La parte in questione fu quella alta, tra Esquilino e Pincio, già individuata per la sua vicinanza a Termini e sui cui terreni avevano già cominciato ad intervenire finanzieri settentrionali e stranieri.
Tra studi, pareri e dibattiti, il primo piano regolatore dello sviluppo urbanistico della "terza Roma", firmato da Alessandro Viviani, fu varato nel 1873, legittimando le ben 7 convenzioni con il Comune di Roma per l'edificazione di nuovi quartieri che erano state già ratificate a prescindere.
Passarono poi più di 10 anni, durante i quali continuarono a crescere i nuovi immobili e i prezzi delle aree edificabili, prima che venisse varato nel 1883, con legge del 1881, un piano regolatore ufficiale e vincolante.
Benché quest'ultimo Piano Viviani prevedesse l'intangibilità della Villa Ludovisi, anche la nobiltà cittadina volle partecipare al gioco. Fu così che il principe in titolo all'epoca, Rodolfo Boncompagni Ludovisi, stipulò nel 1886 una convenzione con il Comune e con la Società Generale Immobiliare per l'urbanizzazione, la lottizzazione e l'«edificazione di un quartiere di abitazione di ragione privata nella Villa già Ludovisi».
L'affare veniva concluso, tuttavia, proprio nell'imminenza della crisi, che coinvolse il principe di Piombino e portò l'Immobiliare sull'orlo di un fallimento, da cui si salvò nel 1898 grazie ad un concordato con i creditori.
Superata la fase acuta della crisi, la costruzione sui terreni lottizzati riprese slancio: eleganti immobili erano già stati costruiti su via di Porta Pinciana, nel 1890 era stato completato il Palazzo Margherita, nel 1905 sorgevano Villa Maraini, l'Hotel Flora e l'Hotel Excelsior, e nel 1906 veniva completata via Veneto. Un'altra stagione di intensa edificazione si ebbe tra il 1925 e il 1935, con l'Hotel Ambasciatori, il palazzo dell'INA e l'attuale ministero dell'Industria (nato come ministero delle Corporazioni).

### Stemma
Di rosso a tre bande d'oro ritirate nel capo e un dragone d'oro reciso in punta (stemma Boncompagni-Ludovisi).

## Monumenti e luoghi d'interesse

### Architetture civili
- Palazzo Margherita, su via Vittorio Veneto.

Sede dell'ambasciata degli Stati Uniti d'America.
- Palazzo Piacentini, su via Vittorio Veneto angolo via Molise.

Sede del Ministero dello sviluppo economico.
- Villino Amero D'Aste Stella, su Via Abruzzi
- Villino Ferrari, su via Piemonte

Sede della Federazione Italiana Editori Giornali
- Villa Ludovisi (Casino dell'Aurora), su via Lombardia.
- Villino Florio, su via Abruzzi angolo via Sardegna.
- Villino Folchi, su via Marche.
- Villino Maraini, su via Ludovisi.
- Fontana delle Api.

### Architetture religiose
- Chiesa di Santa Maria Immacolata a via Veneto (Santa Maria della Concezione dei Cappuccini)
- Chiesa di Sant'Isidoro a Capo le Case
- Chiesa di San Patrizio a Villa Ludovisi
- Chiesa di Santa Maria Regina dei Cuori
- Chiesa evangelica luterana
- Chiesa del Santissimo Redentore e Santa Francesca Saverio Cabrini
- Chiesa di San Marone
- Chiesa del Corpus Christi
- Cappella di Sant'Andrea di Grecia
- Chiesa di San Lorenzo da Brindisi (sconsacrata)
- Chiesa di San Giuseppe Calasanzio (sconsacrata)

### Architetture scolastiche
- Liceo scientifico statale Augusto Righi, su via Campania.
- Liceo ginnasio Torquato Tasso, su via Sicilia.
- Scuola media statale Michelangelo Buonarroti, su via Puglie.
- Scuola primaria Regina Elena, su via Puglie.

### Porte
- Porta Pinciana

## Geografia antropica

### Piazze
- Largo F. Fellini
- Piazza Fiume

### Strade
- Via Abruzzi
- Via degli Artisti
- Via Aurora
- Via Leonida Bissolati
- Via Boncompagni
- Via Cadore
- Via Calabria
- Via Campania
- Via F.Crispi
- Via Emilia
- Via Friuli
- Via Lazio
- Via Liguria
- Via Lombardia
- Via Lucania
- Via Lucullo
- Via Ludovisi
- Via Marche
- Via Molise
- Via Piemonte
- Via di Porta Pinciana
- Via Puglie
- Via Romagna
- Via di San Basilio
- Via di Sant'Isidoro
- Via Sardegna
- Via Sicilia
- Via Toscana
- Via Umbria

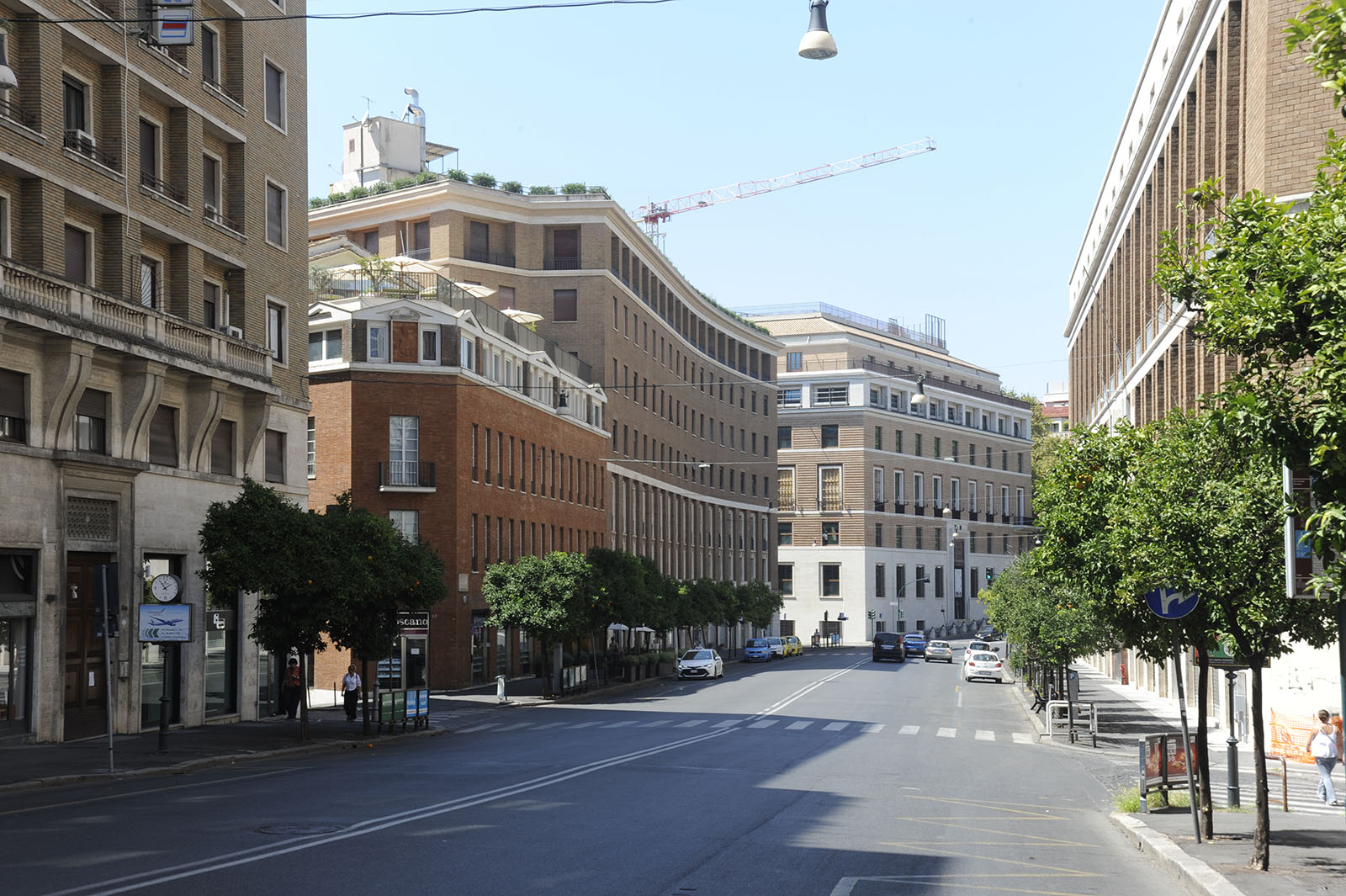
Via Bissolati

- Via Vittorio Veneto (nota come via Veneto)
- Via Versilia